# 徐存義
徐存義（1507年—？），字質夫，號嶼墩，浙江紹興府餘姚縣人，民籍，明朝政治人物。

## 生平
嘉靖四年（1525年）乙酉科浙江鄉試第三十二名舉人。嘉靖八年（1529年）中式己丑科會試第九十五名，登第三甲第二百二十二名進士。擢工部主事，歷员外郎、郎中，出为四川叙州府知府。

## 家族
曾祖徐文盛；祖父徐楷；父徐寅，母鄭氏。重庆下。